# Quảng Tân, Ba Đồn
Quảng Tân là một xã thuộc thị xã Ba Đồn, tỉnh Quảng Bình, Việt Nam.

## Địa lý
Xã Quảng Tân nằm ở phía tây thị xã Ba Đồn, ven sông Gianh và có vị trí địa lý:
- Phía đông giáp xã Quảng Lộc
- Phía tây giáp xã Quảng Trung
- Phía nam giáp các xã Quảng Thủy và Quảng Hòa
- Phía bắc giáp huyện Quảng Trạch với ranh giới là sông Gianh.

Xã Quảng Tân có diện tích 2,91 km², dân số năm 2019 là 3.518 người, mật độ dân số đạt 1.209 người/km².

## Hành chính
Xã Quảng Tân được chia thành 5 thôn: Tân Trường, Tân Đức, Tân Hóa, Tân Lộc, Tân Tiến.

## Lịch sử
Trước đây, xã Quảng Tân thuộc huyện Quảng Trạch.
Từ ngày 20 tháng 12 năm 2013, xã trực thuộc thị xã Ba Đồn như hiện nay.